# Tettigidea granulosa
Tettigidea granulosa är en insektsart som beskrevs av Bruner, L. 1913. Tettigidea granulosa ingår i släktet Tettigidea och familjen torngräshoppor. Inga underarter finns listade i Catalogue of Life.